# 重庆市经济
重庆经济的总量（按GDP排位）在省级行政区中（中国大陆）位居第24位（2008年）；对全国的贡献率（2007年），GDP为1.50％，财政收入为2.06％。重庆是长江上游经济中心，具有较强的区位优势。

## 概述
重庆是中国西部地区重要经济增长极之一，经济综合实力在西部领先，零售商品交易额仅次于上海，与广州并驾齐驱是国内零售业最发达的城市之一。按重庆直辖市的经济总量按省计算，在西部十二个省级地区列第五位，按城市总额计算为中西部第一位(按城市核心区计算排全国第五位，僅次於北京市、上海市、深圳市、廣州市。同时重庆是一个大城市与大农村的结合体，全市城市化道路还有很长的路要走。
重庆在1997年升格为中央直辖市，并借助直辖、三峡工程建设、西部大开发三大歷史性机遇，依靠一圈两翼战略，以重庆一小时经济圈为核心，大力调整经济结构，积极扩大开放，深化体制改革，加快基础设施建设，经济社会全面发展，综合实力进一步增强。
2007年6月，重庆与成都一并成为“国家统筹城乡综合配套改革试验区”。重庆市力争在2020年左右将建设成为中国长江上游的经济中心。
2007年8月，中国商务部批准重庆作为中国目前唯一的城乡商贸统筹发展试点区。
2007年9月，国务院下发《国务院关于重庆市城乡总体规划的批复》，正式批准实施《重庆市城乡总体规划(2007~2020年)》，明确重庆市是中国重要的中心城市之一、国家历史文化名城、长江上游地区经济中心、国家重要的现代制造业基地、西南地区综合交通枢纽。
2008年12月18日，经中华人民共和国国务院核准同意，重庆正式成立面积为8.43平方公里的重庆两路寸滩保税港区，成为中国内陆21省唯一一个保税港区，也是全国目前唯一拥有水路集装箱港和国际空港两种交通方式的保税港区，也是全国所有保税港区中离主城区和CBD最近的一个。
2009年1月26日，国务院下发《关于推进重庆市统筹城乡改革和发展的若干意见》，明确提出研究设立两江新区，令重庆发展正式上升为国家战略。

## 生产总值（GDP）
根据初步核算的结果，2008年，重庆市的GDP总量首次过5,000亿元，达到5,096.66亿元，GDP总量居全国第廿四位，比上年增长14.3%。其中，第一产业增加值575.40亿元，增长6.8%；第二产业增加值2433.27亿元，增长18.0%；第三产业增加值2087.99亿元，增长12.4%。人均GDP达到（按常住人口计算）18,025元，比上年增长13.7%。
2007年，重庆GDP总量（最终核实数）达到4,111.82亿元，与上年相比增幅达到15.6％，占全国的比重达到1.5％；其中第一产业531.65亿元，占GDP比重12.93％；第二产业1,832.22亿元，占44.56％；第三产业1,747.95亿元，占42.51％；人均GDP为14,622元，次于湖北、海南、重庆等19省份居第20位。以2007年为例，第一产业占GDP比重次于河北、内蒙等16省市区居全国第17位。二产业占GDP比重次于湖北、安徽等22省居23位。三产业占GDP比重次于陕西、云南等22省市居第23位。从总量上看，一产业增加值次于新疆、陕西等20省居第21位；二产业增加值次于广西、云南等23省份居第24位，三产业增加值次于陕西、云南等22省份居23位。
与其他省市区的经济发展速度相比，重庆的发展速度中等偏后；和其他三个直辖市相比，农业在国民经济中所占比重较高。1979-2007年29年，按绝对数比较，2007年重庆市GDP为1978年的61.08倍；根据同期全国平均物价水平推算，GDP年平均增长率9.3％，低于同期全国9.8％的平均水平，年平均增长率次于江西、湖南等19个省份居20位。1997年重庆直辖市成立以后，GDP总量在全国的位次居第22位至第24位。从1997-2008计12年，有4年GDP年增长率低于10％，8年高于10％。GDP总量的发展，2003年突破2千亿元，2008年突破5千亿元。人均GDP的发展，1998年突破5千元（全国1995年突破5千元），2005年突破1万元（全国2003年突破1万元）。
2017年，重慶GDP達到19500.27億元，超過天津市，按城市計算居全國第五，僅次於北上廣深四座一線城市。
2018年，重慶GDP突破2萬億元。
2020年，重庆前三季度GDP超越广州，仅次于上海市，北京市和深圳市。
2022年，重庆全年GDP超越广州市，在国内位列第四，仅次于上海市、北京市和深圳市。

## 工业
1895年，李鸿章和日本政府代表伊藤博文签订《马关条约》，其中规定增开重庆、沙市、苏州、杭州为通商口岸，开通宜昌沿长江至重庆的航线，从此增强了重庆与中部及东部地区的联系，也是重庆成为整个中国中部和西部地区第一个面向世界的商业城市，在重庆南岸滨江部分也成为了原法国租界。在20世纪伊始，外资及民族资本开始在重庆发展近代工业。
经过抗日战争，重庆逐渐发展为中国六大老工业基地之一，拥有巨大的产业工人阶层，但随着内迁企业的离开，重庆又趋于没落。
中华人民共和国建立后，重庆又成为重要的机械工业基地、综合化工基地、医药工业基地和仪器仪表基地（仪器仪表仅次于上海），在1976前得到国家巨大投资，在三线建设时期，重庆是全国三线建设的最中心地区，1973年最高值的时候，工业总产值达到三线建设地区产出总和的27%,全国总和的7%。重庆是中国南方工业集团下属企业长安集团汽车，及嘉陵集团和建设工业集团的摩托车主要生产基地之一，中国最大的常规兵器生产基地，全国唯一一个可以独立生产除飞机和宇宙航天器之外中国军队几乎所有的现役作战武器，包括潜艇与导弹、激光武器、坦克等尖端设备的城市。重庆工业以军事单位转型发展起来的重工业为主，行业门类齐全，配套能力较强。在2002年后，重庆东部发现了国内最大的天然气田，重庆的一些贫困区县在很短时间内靠暴富的能源生意成为了全国财政最富有的区县之一。
市内建有以汽车、摩托车为主体的机械工业，以天然气化工和医药化工为重点的化学工业，并且形成了冶金、机电设备、电子信息、仪器仪表、食品加工、建筑建材、日用玻陶等一批优势行业。
2005年该市开始在位于城区西部的重庆大学城紧邻建造省级的西永微电子产业园区，目前这一园区作为西部唯一的微电子产业园区，已经有日本NTT、印度CELLENT、NIIT、惠普、甲骨文、IBM等企业将研发中心或生产基地设置在此，台湾的茂德、富士康科技集团研发中心、仁宝电脑、广达电脑等廠家也将生产线设置在该园区。中国科学院在这里设立了其全国第二家、中西部第一家软件基地。这一总投资将达800亿人民币的园区使得重庆在全国软件行业异军突起。

## 金融与商贸

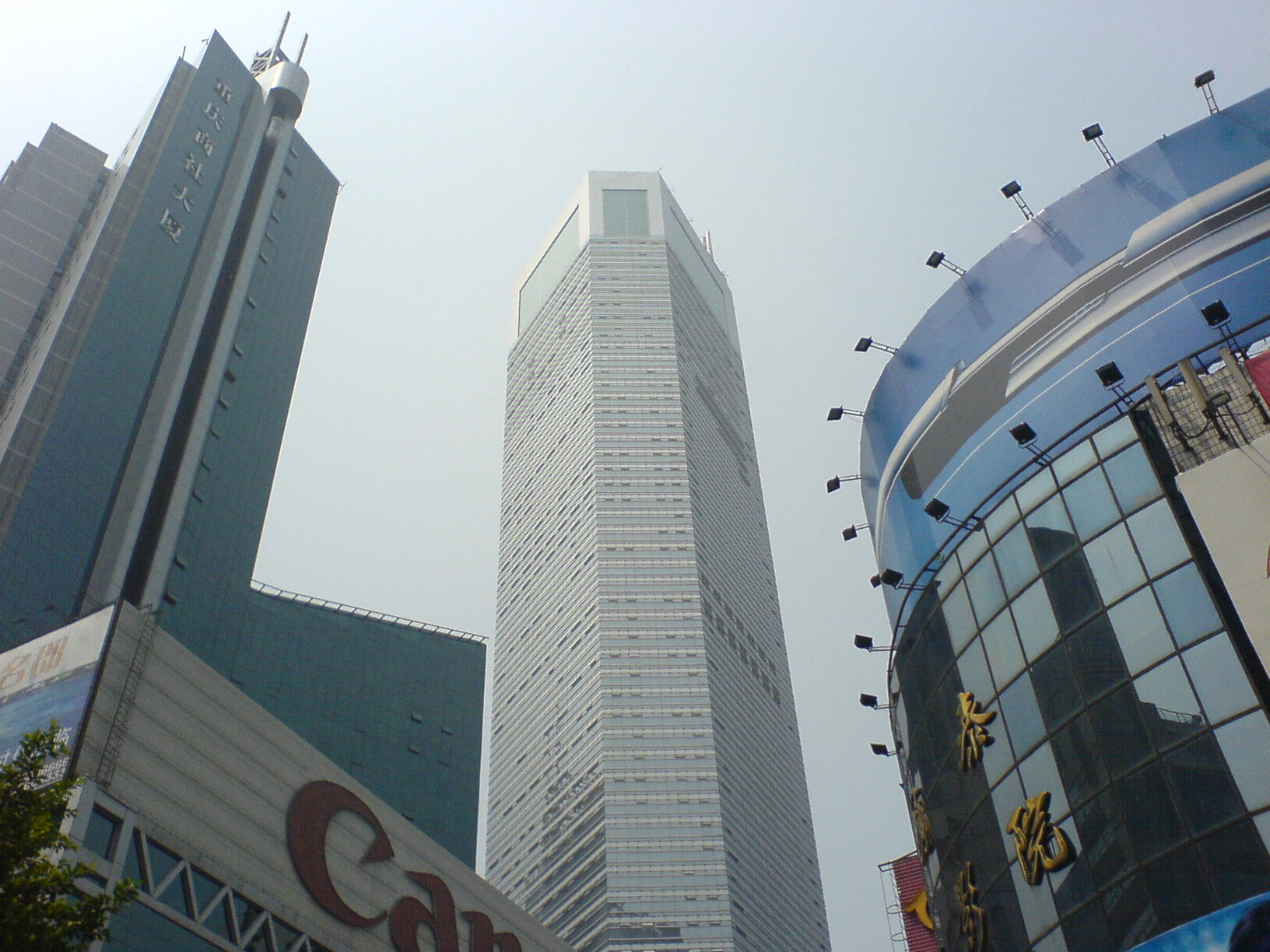
重庆商社、重庆世界贸易中心、国泰电影院

重庆位于长江和嘉陵江交汇处，舟楫便利，自古以来就是西南地区的商贸中心之一。近年来商贸发展迅速，建成了众多辐射西南的专业市场。重庆成為直辖市之后，全市商贸流通产业实现了规模化的发展，并产生了许多的亮点，一是商贸流通总额快速增长，2006年全市社会消费品零售总额达1404亿元，位列西部各省第六，同比增长15.4%，增幅列全国第8位，直辖市第1位。二是大企业主导商贸流通产业发展的新格局基本形成，组建了商社集团、新华书店集团、商务集团、医药股份等10多户流通大公司、大集团，其中商社集团2006年实现销售262.5481亿元，列中西部第1位，全国连锁百强第11位。三是城镇商圈已经成为发展亮点和核心增长极。同时，流通现代化水平稳步提高，美食之都打造有声有色，初步形成市内外流通企业共同繁荣重庆市场的局面。重庆商社和重庆百货还分别入选2004年全国百强商贸企业，分列12位和32位。
重庆亦是中国西部重要的金融中心之一，拥有银行、证券、保险和各类金融中介服务等功能互补的金融组织体系，金融机构数量为西部各地之首。2006年末全市存款余额、贷款余额分别为近5600亿元和4400亿元，与GDP比例分别为1.6和1.27，此比例在西南各省区均位列第一，后者比全国水平高出了0.13。2007年末全市本外币存款余额和贷款余额分别是6662.36亿元和5197.08亿元，数量上继续保持在西部的领先地位。该市依靠国有企业扩张发展，贷款质量保持不断上升，不良贷款占比从2002年的21.2%下降到了6.4%。保险业尤为突出，2007年重庆全市保费总收入124.68亿元，同比增速33.7%，2008年保险业保费收入达到200.6亿元，同比增长60.9%。目前已经有美国利宝、中美大都会人寿和中新大东方人寿三家大型外资保险机构在重庆设置地区总部，其中美国利宝更是将中国总部设于此。重庆的保险机构以27家的数量在中国大陆仅次于北京、上海、深圳，位居第四。
目前重庆已经有多家市级银行机构以及15家外资银行机构，外资银行分别是花旗银行、新联商业银行、滙豐銀行、东亚银行、华侨永亨银行、渣打银行、三井住友银行、澳新银行、德意志银行、星展银行、大华银行、盤谷銀行、友利银行、新韩银行、富邦华一银行。
全市拥有证券经营机构66家，证券营业部65家。境内上市公司30家，总股本116.11亿股，比上年增长33.1%；股票总市值1593.14亿元，增长2.1倍。境内上市公司通过发行配售股票共筹集资金26.37亿元，增长80.3%。
由于重庆特有的地形，现在形成了以解放碑为龙头，以江北观音桥、沙坪坝三峡广场、南坪步行街、九龙坡杨家坪步行街为辅的五大商圈。
重庆解放碑步行街曾经是中国西部面积最大的步行街（目前被重庆江北观音桥步行街超过），也是中国第一个大型商业步行街，以其为核心的解放碑商贸中心区面积约为一平方公里，区域内第三产业机构单位7600个，各类楼宇635幢，其中28层以上的有62幢，建筑面积459万平方米，批发零售贸易业53个，营业面积超过5000平方米的大型商场有20多家。此外还汇集了新世纪百货、重百临江商场、太平洋百货、王府井百货、重庆书城等其他大型卖场，由于商业的繁华，以及商业建筑的高度密集，解放碑还成为了一个旅游景点，平均每天人流量有40万人左右，节假日高峰时有近每天120万人流。从2001年以来的统计，解放碑商贸中心区每年以总销不低于12%，社零不低于14%的速度发展，2004年实现总销184.56亿元，较上年同期增长13.54%；实现社会消费品零售总额88.61亿元，较上年同期增长15.43%，占全市社零总额的9.28%，雄距中国西部各商业街区的第一位。被商界誉为西部第一街。
江北观音桥步行街位于重庆市江北区核心地区，面积3.7万平方米、长430米、宽50米，绿化率达到32％，绿化覆盖率达到50％。商圈内有金源大饭店、重庆金源时代购物广场、新世纪百货世纪新都、重百江北商场、香港新世界百货、北京华联、深圳茂业百货、台湾远东百货、香港城、家乐福金观音店、福建永辉超市、国美电器、苏宁电器等，商业面积达到120多万平方米，5000平方米经营面积以上的大型商场20余家，成为重庆规模最大、设施最全、景观最靓的商圈，其占地面积超过了重庆解放碑商业步行街位居全国第二位（第一位为上海南京路步行街），中西部首位。目前已经被中华人民共和国商务部授予西部唯一的“中国著名商业街”称号。

## 资料来源
1. ↑  根据全国最终的核算数据：2007年，重庆市GDP最终核实数为4,111.82亿元，大陆31省级行政区GDP合计数为273,682.61亿元（2007年全国GDP总量259,259亿元）。重庆GDP对全国GDP贡献率取重庆市DDP总量与31省GDP合计数之百分比。
2. ↑  2007年，重庆市财政总收入（含中央财政部分）1,057.2948亿元（重庆统计年鉴2008），全国财政总收入为51,321.78亿元（中国统计年鉴2008）
3. ↑  中国社会科学院：《2009年中国城市竞争力蓝皮书：中国城市竞争力报告》
4. ↑  .   [2009-11-04]. （原始内容存档于2019-11-29）.
5. ↑  .   [2009-05-17]. （原始内容存档于2009-04-23）.
6. ↑  .   [2009-05-17]. （原始内容存档于2019-11-18）.
7. ↑  .   [2009-05-17]. （原始内容存档于2009-02-20）.
8. ↑  .   [2009-05-17]. （原始内容存档于2009-08-21）.
9. ↑  .   [2009-05-17]. （原始内容存档于2012-07-24）.
10. ↑  重庆市2008年GDP初步核算数：来源于2008年重庆市国民经济和社会发展统计公报 （页面存档备份，存于）
11. ↑  2007年度各省级行政区GDP数据来源于国家统计数据库，《2007年地区生产总值（摘要版）》 Archive.today的存檔，存档日期2008-05-10
12. ↑  .   [2009-05-17]. （原始内容存档于2016-03-04）.
13. ↑  .   [2011-12-02]. （原始内容存档于2009-02-11）.
14. ↑  .   [2009-05-17]. （原始内容存档于2016-03-04）.
15. ↑  .   [2009-05-17]. （原始内容存档于2009-01-27）.
16. ↑  .   [2020-01-15]. （原始内容存档于2019-11-16）.
17. ↑  .   [2009-05-17]. （原始内容存档于2015-06-03）.